# Natalja Biechtieriewa

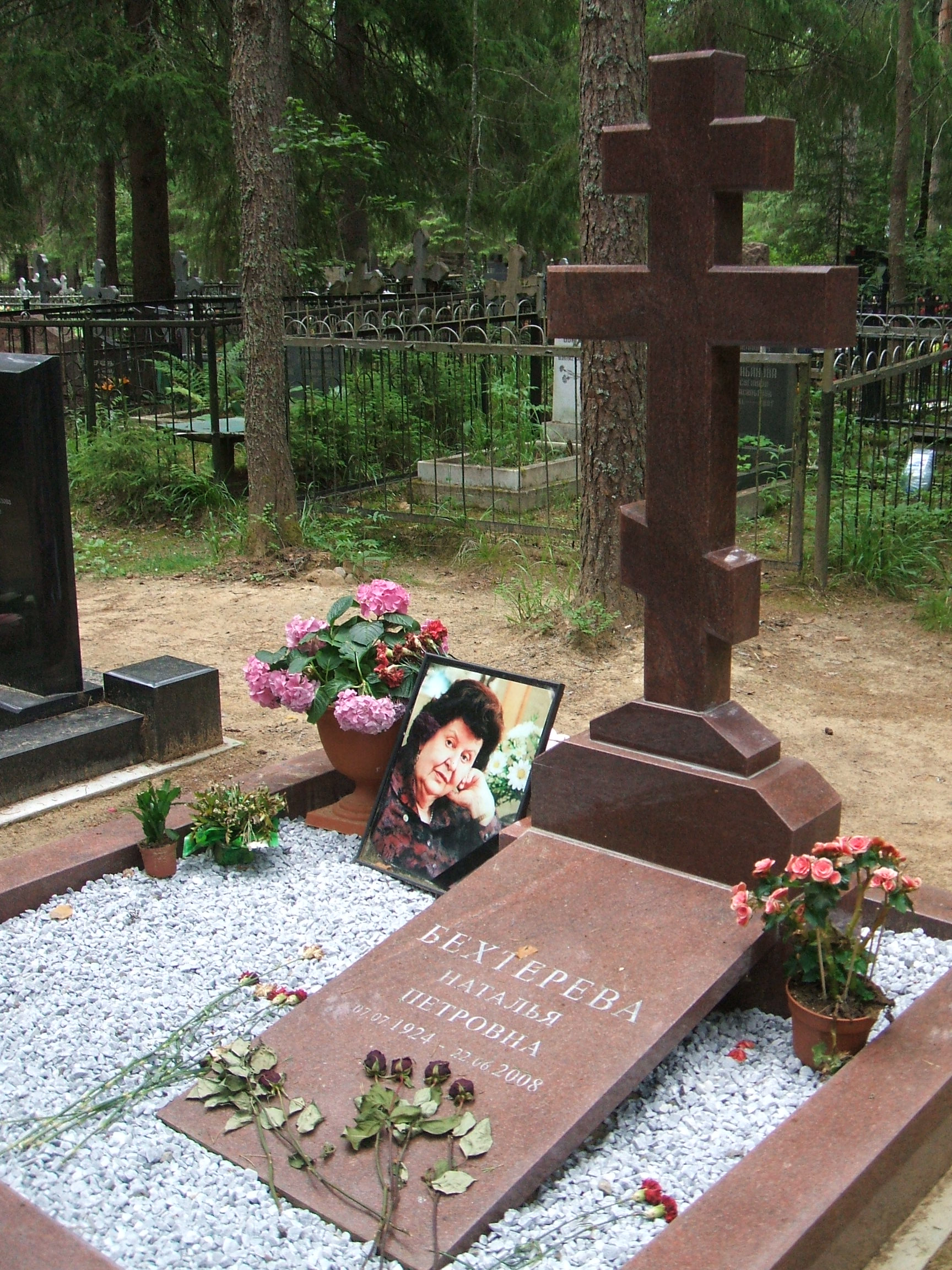
Комарово некрополь. Бехтерева

Natalja Pietrowna Biechtierewa, ros. Наталья Петровна Бехтерева (ur. 7 lipca 1924 w Leningradzie, zm. 22 czerwca 2008 w Hamburgu) – rosyjska neurobiolog i psycholog. Od 1990 kierownik Instytutu mózgu Człowieka Rosyjskiej Akademii Nauk.

## Życiorys
Od 1942 do 1944 podczas blokady Leningradu przebywała na ewakuacji w Iwanowie, w 1947 ukończyła z wyróżnieniem Leningradzki Instytut Medyczny im. Pawłowa, następnie do 1949 studiowała na aspiranturze Instytutu Centralnego Układu Nerwowego Akademii Nauk Medycznych ZSRR. Od 1950 do 1954 była młodszym pracownikiem naukowym Badawczego Instytutu Medycyny Eksperymentalnej Akademii Nauk Medycznych ZSRR, następnie do 1962 pracowała w Leningradzkim Badawczym Instytucie Neurochirurgii im. Polenowa, w 1959 obroniła pracę doktorską. W 1963 została członkiem korespondentem, a w 1970 akademikiem Akademii Nauk Medycznych ZSRR. Od 1970 do 1990 kierowała Badawczym Instytutem Medycyny Eksperymentalnej Akademii Nauk Medycznych ZSRR, w 1980 założyła przy niej klinikę funkcjonalnej neurochirurgii i neurologii. W latach 1970–1974 była deputowaną do Rady Najwyższej ZSRR, a 1989-1991 deputowaną ludową ZSRR.

## Nagrody i odznaczenia
Została laureatką Nagrody Państwowej ZSRR (1985), była odznaczona m.in. Orderem „Za zasługi dla Ojczyzny” III i IV klasy (2004 i 1999), Orderem Lenina (1984), Orderem Czerwonego Sztandaru Pracy (1975), Orderem Przyjaźni Narodów (1994) i Orderem „Znak Honoru” (1975).